# حادثه کشتی سان فیلیپ
حادثه کشتی سان فیلیپ (به ژاپنی: サン＝フェリペ号事件) به حادثه‌ای که در سال ۱۵۹۶ میلادی در کشتی گالئون متعلق به اسپانیا در ولایت توسای ژاپن رخ داد گفته می‌شود. در این رویداد گفته‌های ناوبر این کشتی موجب خشم تویوتومی هیده‌یوشی نسبت به مسیحیان و در نهایت موجب آزار مسیحیان ژاپن و اعدام ۲۶ شهید ژاپن در فوریه سال ۱۵۹۷ شد.

## زمینه
بلافاصله پس از اولین تماس‌ها در سال ۱۵۴۳، کشتی‌های پرتغالی برای تجارت وارد ژاپن شدند. در آن زمان، ژاپنی‌ها به دنبال دستیابی به کالاهای چینی مانند ابریشم و ظروف چینی بودند، اما به دلیل مجازات حملات دزدان دریایی ژاپنی، توسط سلسله مینگ از تجارت خصوصی با چین منع شده بودند؛ بنابراین پرتغالی‌ها این فرصت را پیدا کردند که به عنوان واسطه کالاهای چینی را با نقرهٔ ژاپن معامله کنند و سود زیادی کسب کنند.
تجارت نانبان، که فعالیت تجاری بین ژاپن-اروپا بود با تبلیغ مسیحیت گره خورده بود. مسیحیان مورد حمایت پرتغال انجمن عیسی، پیشگامان تبلیغ در آیین‌های مسیحی در ژاپن شدند و پاپ گریگوری سیزدهم در سال ۱۵۷۵ تصویب کرد ژاپن متعلق به اسقف کاتولیک رومی ماکائو باشد. از این رو انجمن عیسی از حق انحصاری تبلیغ مسیحیت در ژاپن برخوردار بودند، این بدان معنا بود که حامیان مالی آنها، پرتغالی‌ها، حق انحصاری تجارت با ژاپن را در بین ممالک مسیحی داشتند.
مأموریت مسیحیان در ژاپن در اوایل و در هنگام جنگ بین دایمیو‌ها (اربابان محلی) در دوره سنگوکو موفق بودند، زیرا بازرگانان پرتغالی، تحت تأثیر مبلغین، تمایل بیشتری به توقف در بندرهای متعلق به یک ارباب مسیحی داشتند، که برای یک ارباب به معنای دسترسی بهتر به اسلحه گرم اروپا بود. این وضعیت به تدریج تغییر کرد، زیرا تویوتومی هیده‌یوشی به اتحاد ژاپن نزدیک شد و نگران عوامل بالقوه تمرکززدایی، مانند پیروی اربابان محلی از یک مذهب خارجی بود. در سال ۱۵۸۷، پس از یکی ملاقات صمیمانه با گاسپار کوئلیو، سرپرست انجمن عیسی، هیده‌یوشی بیشتر نگران شد زیرا کوئلیو مباهات کرد که مسیحیان می‌توانند برای حمله آینده هیده‌یوشی به کره، دایمیوهای مسیحی را بسیج کنند و کشتی‌های جنگی پرتغال را احضار کنند. بیش از دو هفته بعد، در ۲۴ ژوئیه، هیده‌یوشی دستور اخراج مبلغان مسیحی از ژاپن را صادر کرد. با این حال، مصوبه ۱۵۸۷ به ویژه اجرا نشد. حتی خود هیده‌یوشی نیز آگاهانه این حکم را لغو کرد و مبلغان مسیحی را به عنوان مترجم و واسطه تجاری به ژاپن راه داد. سرانجام مبلغین به اندازه کافی احساس امنیت کردند تا بتوانند تبلیغ مجدد خود را در ژاپن ادامه دهند، البته با احتیاط.
علیرغم اتحاد تاج اسپانیا و پرتغال اتحادیه ایبری در سال ۱۵۸۰ مبنی بر عدم دخالت اسپانیا در امپراتوری استعماری پرتغال، مبلغین اسپانیایی فرانسیسکویی‌ها موفقیت پرتغالی‌ها در ژاپن را با حسادت می‌دیدند و می‌خواستند در این حق انحصار تبلیغ اخلال ایجاد کنند. کشیش‌های فرانسیسکویی‌ها در سال ۱۵۹۳ از طریق فیلیپین وارد ژاپن شدند و به نظر می‌رسید ملاقات اولیه با هیده‌یوشی به اندازه کافی برای آنان دلگرم کننده بود که آنها شروع به تبلیغ عمومی در نزدیکی پایتخت کیوتو کردند. کشیشان انجمن عیسی بلافاصله از غیرقانونی بودن کار فرانسیسکویی‌ها شکایت کردند و نسبت به بی اعتنایی و بی پروای آنان به فرمان سال ۱۵۸۷ هشدار دادند، اما فرانسیسکویی‌ها، به دلیل موفقیت‌هایشان در قاره آمریکا، به سالم بودن روش‌های خود اطمینان داشتند، به این هشدارها توجه نکردند.
در سال (۱۵۸۷) تویوتومی هیده‌یوشی فرمان اخراج مبلغان مسیحی از ژاپن را صادر کرد. این فرمان تنها منع مبلغان مسیحی از فعالیت بود. این فرمان در قالب «چشم پوشی» اجرا می‌شد، بدین ترتیب مبلغان قادر به ادامه فعالیت خود را در ژاپن بودند. همچنین، در این زمان تنها کار مبلغان ممنوع شد، اما مسیحیان از ایمان مسیحی محروم نشده بودند و در سراسر کشور مسیحیان مورد آزار و اذیت قرار نمی‌گرفتند و محدودیتی برای ایمان آنان وجود نداشت. حادثه کشتی سان فیلیپ در چنین شرایطی بود که رخ داد.

## پهلو گرفتن کشتی در ولایت توسا

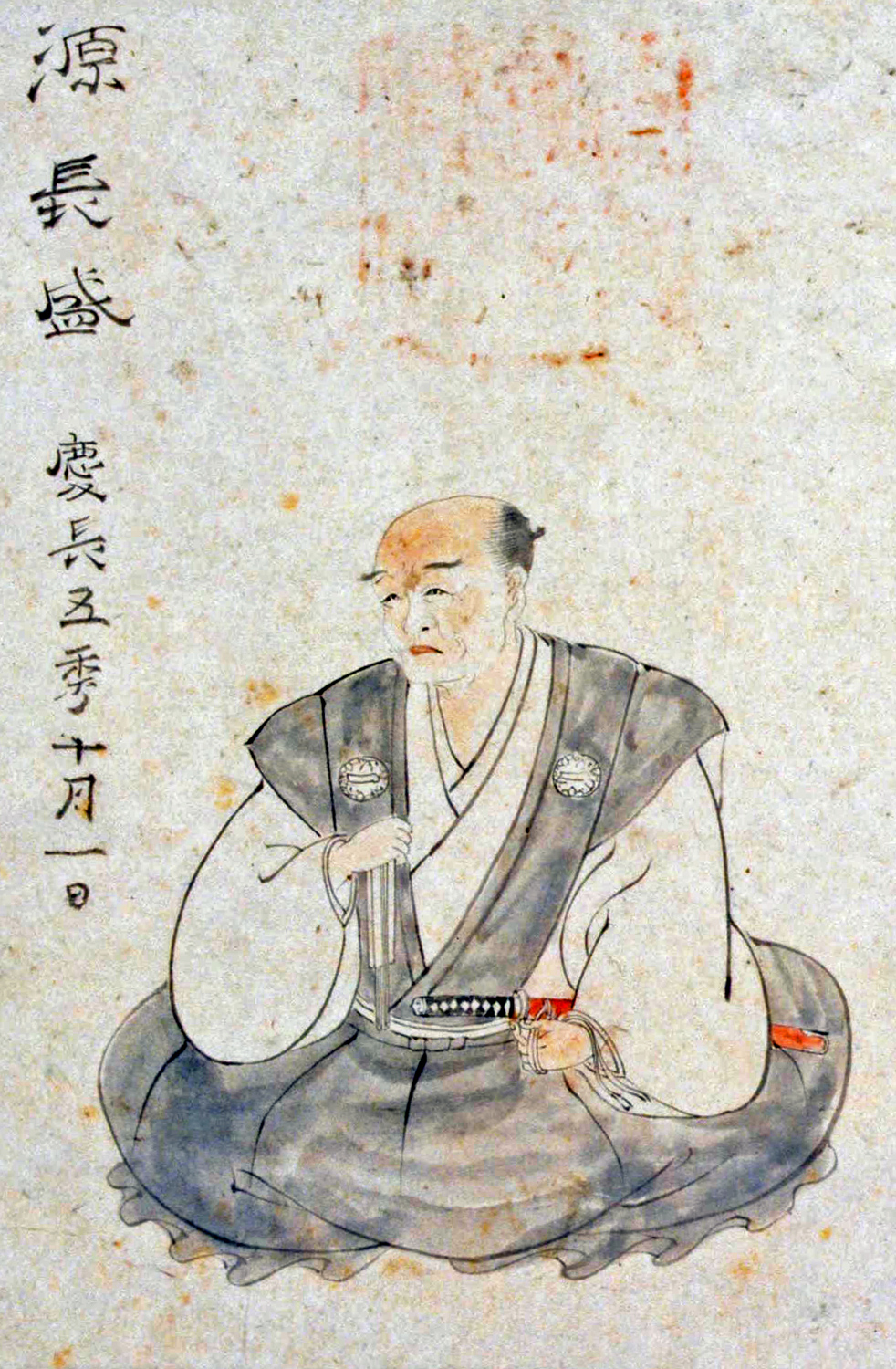
تصویری نقاشی شده از ماشیتا ناگاموری مأمور رسیدگی به کشتی سان فیلیپ

در ماه ژوئیه سال ۱۵۹۶ میلادی کشتی سان فیلیپ شهر مانیل در فیلیپین را به مقصد مکزیک (اسپانیای نو) ترک کرد. به علت طوفان‌های پی در پی کشتی آسیب دیده و به اجبار در ۱۹ اکتبر در ولایت توسا در شیکوکوی ژاپن پهلو می‌گیرد. از طرف ناوبر کشتی دو نفر به همراه هدایا جهت کسب اجازه برای تعمیر کشتی و همچنین ضمانت امنیت جانی به نزد تویوتومی هیده‌یوشی فرستاده می‌شود. ناوبر کشتی به آنان توصیه می‌کند که در کیوتو از ملاقات با انجمن عیسی خودداری کرده و با فرانسیسکویی‌ها تماس بگیرند. این مأمور موفق به دیدار هیده‌یوشی نشده و در عوض ماشیتا ناگاموری از طرف تویوتومی هیده‌یوشی مأمور رسیدگی به وضع کشتی می‌شود.
به غیر از ملوانان کشتی سرنشینان کشتی را هفت میسیونر مسیحی (دو کشیش از فرانسیسکویی‌ها، چهار کشیش از محفل سنت آگوستین و یک کشیش از فرقه دومینیکن) و تعدادی بردگان زن و مرد تشکیل می‌دادند. ماشیتا ناگاموری تا پایان بررسی، دستور زندانی کردن تمامی ملوانان را در زندان شهر و مصادره اموال را صادر می‌کند. ناگاموری در طی نامه‌ای به هیده‌یوشی گزارش می‌کند که «اسپانیایی‌ها دزد دریایی هستند آنها با توسل به نیروی نظامی کشورهای پرو، مکزیک (اسپانیای نو) و فیلیپین را استعمار کرده‌اند، این کشتی هم به هدف بررسی استعمار ژاپن آمده‌است. این موضوع را در شهر به غیر از سه نفر پرتغالی، از چندین نفر دیگر هم شنیده‌ام.»
گویا در اعتراض به این حکم و درگیری لفظی که بین ماشیتا ناگاموری و ناوبر این کشتی رخ داد، ناوبر کشتی نقشهٔ جهان را به ناگاموری نشان داده و در مورد اینکه اسپانیا یک امپراتوری بزرگ و دارای قلمروی وسیعی است و ژاپن در مقابل آن کشور کوچکی بیش نیست سخن گفته‌است سپس در پاسخ به سؤال ناگاموری که پرسیده بود «چرا اسپانیا چنین سرزمین وسیعی دارد؟» به او گفته‌است که «اسپانیا ابتدا میسیونرهای مسیحی را به سراسر جهان اعزام می‌کند و کار تسخیر را با همکاری مبلغان پیش می‌برد. هنگامی که مسیحیت در محل پیشرفت کرد با همکاری مسیحیان محلی و نیروهای نظامی خود یک منطقه را به اسپانیا الحاق یا تابع می‌کند.» گفته می‌شود که پس از گزارش این گفتگو تویوتومی هیده‌یوشی مقابلهٔ گسترده با مسیحیت را آغاز کرد. جریان این حادثه در کتاب تاریخی یادداشت‌هایی از کشور پادشاهی ژاپن نوشته شده توسط بازرگان پرتغالی آویلا گیرون نقل شده‌است.

## اثرات
ماشیتا ناگاموری گفته‌های ناوبر را به تویوتومی هیده‌یوشی گزارش کرده و باعث خشم شدید او و در نهایت موجب صدور حکم اعدام مسیحیان و میسیونرها در واقعه ۲۶ شهید ژاپن در فوریه سال ۱۵۹۷ می‌شود. در واقعه ۶ نفر از فرانسیسکویی‌ها اسپانیایی و ۷ نفر از اعضای فرانسیسکویی‌ها ژاپنی و سه نفر از انجمن عیسی جزو اعدام‌شدگان بودند.
پس از این حادثه، انجمن عیسی وابسته به پرتغال و فرانسیسکویی‌ها وابسته به اسپانیا، جناح رقیب را مقصر دانسته و مورد سرزنش قرار دادند. اسپانیایی‌ها ادعا کردند که مسیحیان مورد حمایت پرتغال تحریک کننده این حادثه بودند زیرا آنها از هیده‌یوشی خواستند که محموله کشتی را توقیف کند و اسپانیایی‌ها را به عنوان دزدان دریایی و استعمارکننده معرفی کرده و به پادشاه اسپانیا توهین کردند علی‌رغم اینکه پرتغال در آن زمان بخشی از اسپانیا بود. انجمن عیسی رسماً همه این ادعاها را انکار کرد، در عوض سرزنش خود را بر بی احتیاطی فرانسیسکویی‌ها در ژاپن انداختند که حسن نیت قبلی را که هیده‌یوشی نشان داده بود را از بین بردند: لغزش زبان ناوبر کشتی فقط به هیده‌یوشی فرصتی داد تا بر اساس سوءظن قبلی عمل کند. این بحث‌ها و داستان‌های اغراق‌آمیز پیرامون این حادثه در سراسر امپراتوری استعماری اسپانیا پخش شد و موجب کینه‌توزی زیاد نسبت به پرتغال و انجمن عیسی شد.